# Dăskot
Dăskot (bulgariska: Дъскот) är ett distrikt i Bulgarien.   Det ligger i kommunen Obsjtina Pavlikeni och regionen Veliko Tărnovo, i den centrala delen av landet, 180 km öster om huvudstaden Sofia.